# Такамото, Ивао
Ива́о Такамо́то (англ. Iwao Takamoto; яп. 高本巌; 29 апреля 1925, Лос-Анджелес, Калифорния — 8 января 2007[…], медицинский центр Седарс-Синай, Калифорния) — американский телепродюсер, художник-мультипликатор, художник-постановщик и анимационный дизайнер японского происхождения.
Создатель персонажей Скуби-Ду, Астро и Пенелопа Питстоп.

## Биография
Ивао Такамото родился 29 апреля 1925 года в Лос-Анджелесе. Его отец был эмигрантом из Японии, из города Хиросима. В 1940 году Ивао экстерном окончил Старшую школу Джефферсона. В конце 1941 года вместе с семьёй был, как и большинство американских японцев, проживавших на Западном побережье, отправлен в спец-лагерь в связи с Нападением на Перл-Харбор. Он с отцом и матерью прожил в лагере «Манзанар» до конца Второй мировой войны, и в 1945 году семья вернулась в Лос-Анджелес. За эти три с половиной года жизни в лагере юноша нашёл себе интерес на всю жизнь, так как познакомился там с двумя художниками-постановщиками одной из голливудских студий, которые преподали ему базовые основы рисования и мультипликации.
Сразу после возвращения домой, в 1945 году, Ивао устроился ассистентом мультипликатора на студию Уолта Диснея. Его наставником стал Милт Каль, один из «Девятки диснеевских стариков».
В 1961 году Такамото перешёл в студию Hanna-Barbera, где проработал несколько десятилетий. Он трудился там мультипликатором, дизайнером, продюсером, художником-постановщиком, режиссёром и освоил несколько других профессий. Был вице-президентом отдела креативного дизайна Hanna-Barbera.
С 1996 года до самой смерти был вице-президентом Отдела спецпроектов в подразделении Warner Bros. Animation.
Ивао Такамото скончался 8 января 2007 года в медицинском центре «Седарс-Синай» в Лос-Анджелесе от сердечного приступа. Похоронен на кладбище «Гора Синай».

### Личная жизнь
2 февраля 1957 года Такамото женился на мультипликаторе студии Уолта Диснея Джейн Бэр, с которой познакомился во время совместной работы над «Спящей красавицей». Спустя два года последовал развод, от брака остался сын Майкл, который также стал мультипликатором.
В 1963 году Такамото познакомился с женщиной по имени Барбара Фарбер. Она работала ассистенткой начальника отдела по связям с общественностью студии Hanna-Barbera, и в её обязанности входило периодическое посещение студий, где и состоялось знакомство. В следующем году был заключён брак, пара прожила вместе 43 года до самой смерти Ивао. Падчерицей Ивао в этом браке стала девушка по имени Лесли (после замужества взяла фамилию Стерн), дочь Барбары от предыдущего брака.

## Награды, номинации, признание
- 1994 — «Энни» в категории «Best Individual Achievement for Story Contribution in the Field of Animation» за мультфильм «Флинстоуны: Баю-бай, голливудская крошка[англ.]» — номинация.
- 1996 — Премия Уинзора Маккея[7].
- 2005 — Золотая медаль от Гильдии мультипликаторов за «более 50 лет службы на поле мультипликации»[7].
- 2007, январь — в течение недели после смерти мультипликатора в блоке Adult Swim появлялась заставка «Iwao Takamoto [1925-2007]».
- 2007, сентябрь — схожая памятная надпись была добавлена в конце мультфильма «Отдыхай, Скуби-Ду!».
- 2009 — издательство University Press of Mississippi опубликовало мемуары Такамото, озаглавленные «Ивао Такамото: Моя жизнь с тысячей персонажей»[12].
- 2012 — падчерица Такамото, Лесли Стерн, опубликовала книгу «Жизнь с легендой»[13].
- В Национальном музее японских американцев[англ.] Ивао Такамото посвящена небольшая экспозиция.

## Избранная фильмография

### Продюсер
В том числе «креативный продюсер», «ассоциированный продюсер» и т. п.
- 1973 — Супер-друзья[англ.] / Super Friends (16 эпизодов)
- 1973 — Губер и охотники за привидениями[англ.] / Goober and the Ghost Chasers (16 эпизодов)
- 1973—1974 — Семейка Аддамс / The Addams Family
- 1974 — Кунг-фу пёс[англ.] / Hong Kong Phooey (16 эпизодов)
- 1976 — Джабберджо[англ.] / Jabberjaw (16 эпизодов)
- 1978 — Пёс Динки[англ.] / Dinky Dog (16 эпизодов)
- 1978 — Вызов Супер-друзьям[англ.] / Challenge of the Super Friends (16 эпизодов)
- 1978—1979 — Годзилла[англ.] / Godzilla (26 эпизодов)
- 1979 — Супер-«путешественники»[англ.] / The Super Globetrotters (13 эпизодов)
- 1979—1980 — Скуби и Скрэппи-Ду / Scooby-Doo and Scrappy-Doo (6 эпизодов)
- 1980—1983 — Супер-друзья[англ.] / Super Friends (22 эпизода)
- 1981 — Фонц и банда «Счастливые деньки»[англ.] / The Fonz and the Happy Days Gang (11 эпизодов)
- 1981—1985 — Смурфики / The Smurfs (144 эпизода)
- 1982 — Песенка Хейди[англ.] / Heidi’s Song
- 1982—1983 — Пакмен[англ.] / Pac-Man (21 эпизод)
- 1983 — Придурки[англ.] / The Dukes (7 эпизодов)
- 1983—1984 — Новое шоу Скуби и Скрэппи-Ду[англ.] / The New Scooby and Scrappy-Doo Show (26 эпизодов)
- 1984 — Супер-друзья: Легендарное супер-мощное шоу[англ.] / Super Friends: The Legendary Super Powers Show (8 эпизодов)
- 1984 — Война гоботов / Challenge of the GoBots (5 эпизодов)
- 1984 — Снорки[англ.] / Snorks (13 эпизодов)
- 1993 — Флинтстоуны: Ябба-Дабба-Ду![англ.] / I Yabba-Dabba Do!
- 1993 — Флинтстоуны: Баю-бай, голливудская крошка[англ.] / Hollyrock-a-Bye Baby

### Мультипликатор
- 1950 — Золушка / Cinderella (ассистент, в титрах не указан)
- 1953 — Питер Пэн / Peter Pan (в титрах не указан)
- 1955 — Леди и Бродяга / Lady and the Tramp (ассистент, в титрах не указан)
- 1959 — Спящая красавица / Sleeping Beauty (в титрах не указан)
- 1961 — 101 далматинец / One Hundred and One Dalmatians (ассистент, в титрах не указан)

### Креативный дизайнер
- 1985 — Супер-мощная команда: Стражи Галактики[англ.] / The Super Powers Team: Galactic Guardians (8 эпизодов)
- 1986—1987 — Фуфур[англ.] / Foofur (26 эпизодов)
- 1986—1987 — Щенячьи истории[англ.] / Pound Puppies (26 эпизодов)
- 1986—1989 — Смурфики / The Smurfs (76 эпизодов)
- 1987 — Скуби-Ду встречает Братьев Бу / Scooby-Doo Meets the Boo Brothers
- 1987 — Великий побег Мишки Йоги[англ.] / Yogi’s Great Escape
- 1987 — Джетсоны встречают Флинтстоунов[англ.] / The Jetsons Meet the Flintstones
- 1987 — Ультрамен: Приключение начинается[англ.] / Ultraman: The Adventure Begins
- 1987 — Мишка Йоги и волшебный полёт «Елового Гуся»[англ.] / Yogi Bear and the Magical Flight of the Spruce Goose
- 1988 — Топ и коты из Беверли-Хиллз[англ.] / Top Cat and the Beverly Hills Cats
- 1988 — Скуби-Ду и Школа вампиров / Scooby-Doo and the Ghoul School
- 1988 — Рок с Джуди Джетсон[англ.] / Rockin' with Judy Jetson
- 1988 — Хороший, Плохой и пёс Хаклберри[англ.] / The Good, the Bad, and Huckleberry Hound
- 1988 — Мишка Йоги и вторжение космических медведей[англ.] / Yogi and the Invasion of the Space Bears
- 1988 — Скуби-Ду и упорный оборотень / Scooby-Doo! and the Reluctant Werewolf
- 1988—1991 — Щенок по имени Скуби-Ду[англ.] / A Pup Named Scooby-Doo (27 эпизодов)
- 1991—1993 — Пираты тёмной воды / The Pirates of Dark Water (13 эпизодов)
- 1992—1993 — Том и Джерри. Детские годы / Tom & Jerry Kids (4 эпизода)

### Production designer
- 1968—1969 — Безумные гонки[англ.] / Wacky Races (17 эпизодов)
- 1968—1969 — Новые приключения Гекльберри Финна[англ.] / The New Adventures of Huckleberry Finn (9 эпизодов)
- 1969—1970 — Дастрадли и Маттли и их летающие машины[англ.] / Dastardly and Muttley in Their Flying Machines (17 эпизодов)
- 1969—1970 — Скуби-Ду, где ты! / Scooby-Doo, Where Are You! (25 эпизодов)
- 1972 — Удивительный Чан и клан Чана[англ.] / The Amazing Chan and the Chan Clan (9 эпизодов)
- 1972—1973 — Новые дела Скуби-Ду / The New Scooby-Doo Movies (24 эпизода)
- 1972—1974 — Подожди пока твой отец вернётся домой[англ.] / Wait Till Your Father Gets Home (48 эпизодов)
- 1993 — Флинтстоуны: Ябба-Дабба-Ду![англ.] / I Yabba-Dabba Do!
- 1993 — Флинтстоуны: Баю-бай, голливудская крошка[англ.] / Hollyrock-a-Bye Baby

### Художник-слоист
- 1962—1964 — Флинтстоуны / The Flintstones (11 эпизодов)
- 1964—1965 — Шоу гориллы Магиллы[англ.] / The Magilla Gorilla Show (14 эпизодов)
- 1966 — Человек, которого зовут Флинтстоун / The Man Called Flintstone

### Дизайнер персонажей
- 1968 — Новые приключения Гекльберри Финна[англ.] / The New Adventures of Huckleberry Finn — (7 эпизодов)
- 1982 — Песенка Хейди[англ.] / Heidi’s Song
- 1984 — Война гоботов / Challenge of the GoBots (5 эпизодов)
- 1998 — Могучий Конг[англ.] / The Mighty Kong

### Консультант креативного дизайна
- 1998 — Скуби-Ду на острове мертвецов / Scooby-Doo on Zombie Island
- 1999 — Скуби-Ду и призрак ведьмы / Scooby-Doo! and the Witch’s Ghost
- 2001 — Скуби-Ду и киберпогоня / Scooby-Doo and the Cyber Chase
- 2002—2006 — Что новенького, Скуби-Ду? / What’s New, Scooby-Doo?

### Арт-директор
- 1964 — Привет, я — медведь Йоги / Hey There, It’s Yogi Bear!
- 1966 — Алиса в Стране чудес, или Что такое милое дитя как ты делает в таком месте как это?[англ.] / Alice in Wonderland or What’s a Nice Kid like You Doing in a Place like This?

### Режиссёр
- 1973 — Паутина Шарлотты / Charlotte’s Web — режиссёр
- 1990 — Джетсоны в кино[англ.] / Jetsons: The Movie — режиссёр мультипликации, режиссёр-супервайзер